# Nobuo Tobita
Nobuo Tobita (jap. 飛田 展男 Tobita Nobuo; ur. 6 listopada 1959 w Mito, prefektura Ibaraki) – japoński seiyū, najbardziej znany z roli Kamille'a Bidana w serialu anime Zeta Gundam.

## Wybrana filmografia
- 1985: Kidō Senshi Zeta Gundam – Kamille Bidan
- 1986: Rycerze Zodiaku – Ares Shion
- 1992: Uchū no kishi Tekkaman Blade –
  - Fritz von Braun/Tekkaman Dagger,
  - Pegaz
- 1994: Kidō Butōden G Gundam – Ulube Ishikawa
- 2002: Naruto –
  - Ebisu,
  - Zetsu
- 2004: Bleach – Narrator
- 2010: Tensō Sentai Goseiger – Brajira
- 2021: Mieruko-chan - Junji Rōsoku